# Ołeh Błochin

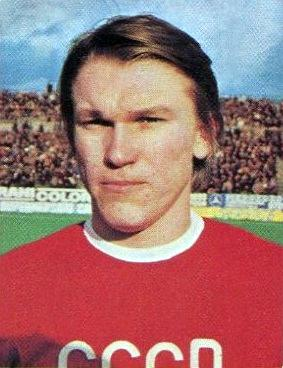
Ołeh Błochin (1978)

Ołeh Wołodymyrowycz Błochin, ukr. Олег Володимирович Блохін, ros. Олег Владимирович Блохин (ur. 5 listopada 1952 w Kijowie) – ukraiński piłkarz, występujący na pozycji napastnika, reprezentant Związku Radzieckiego, trener piłkarski.
Zdobywca Złotej Piłki w 1975, rekordzista pod względem liczby występów i liczby strzelonych bramek w reprezentacji Związku Radzieckiego; po zakończeniu kariery piłkarskiej trener, od września 2003 do grudnia 2007 i od kwietnia 2011 do października 2012 selekcjoner reprezentacji Ukrainy, którą doprowadził do 1/4 finału w mistrzostwach świata w Niemczech w 2006.

## Kariera piłkarska

### Kariera klubowa
Jako nastolatek został przyjęty do zespołu juniorów Dynama Kijów, a następnie przesunięty do drużyny rezerw, skąd wkrótce przeszedł do pierwszego składu. Lata jego gry w Dynamie to okres największych sukcesów w historii kijowskiego klubu, związany również z osobą trenera Walerego Łobanowskiego. Grając w Dynamie, został samodzielnym liderem klasyfikacji strzelców i piłkarzy z największą liczbą występów w radzieckiej Wyższej Lidze. Zagrał w niej 432 razy i strzelił 211 goli. Osiem razy sięgał po mistrzostwo ZSRR (w 1971, 1974, 1975, 1977, 1980, 1981, 1985 i 1986), pięć razy po Puchar ZSRR (w 1974, 1978, 1982, 1985 i 1987). Poprowadził Dynamo do wygranej w Pucharze Zdobywców Pucharów w 1975 i 1986. W latach 1972–1975 i w 1977 pięciokrotnie zdobywał tytuł króla strzelców ligi. Był jednym z pierwszych radzieckich piłkarzy, którym pozwolono na transfer do klubu zagranicznego. W 1988 podpisał kontrakt z austriackim zespołem Vorwärts Steyr, zaś od 1989 do 1990 grał na Cyprze, w Arisie Limassol.

### Kariera reprezentacyjna
Jest rekordzistą reprezentacji ZSRR pod względem liczby występów (112) i zdobytych goli (42). W drużynie Sbornej debiutował 16 lipca 1972 w spotkaniu z Finlandią i już w pierwszym meczu strzelił bramkę. Dwukrotnie zdobywał brązowy medal igrzysk olimpijskich – w 1972 i 1976. Grał na mistrzostwach świata w 1982 i 1986. Po raz ostatni jako reprezentant Związku Radzieckiego wystąpił 21 września 1988 w spotkaniu z drużyną RFN.

### Statystyki
Stan na 31 grudnia 1990.
| Klub            | Sezon           | Mistrzostwa | Mistrzostwa | Puchar | Puchar | Puchary europejskie | Puchary europejskie | Łącznie | Łącznie | Reprezentacja | Reprezentacja |
| Klub            | Sezon           | Mecze       | Bramki      | Mecze  | Bramki | Mecze               | Bramki              | Mecze   | Bramki  | Mecze         | Bramki        |
| ZSRR            | ZSRR            | ZSRR        | ZSRR        | ZSRR   | ZSRR   | ZSRR                | ZSRR                | ZSRR    | ZSRR    | ZSRR          | ZSRR          |
| --------------- | --------------- | ----------- | ----------- | ------ | ------ | ------------------- | ------------------- | ------- | ------- | ------------- | ------------- |
| Dynamo Kijów    | 1969            | 1           | 0           | 0      | 0      | 0                   | 0                   | 1       | 0       | 0             | 0             |
| Dynamo Kijów    | 1970            | 0           | 0           | 1      | 0      | 0                   | 0                   | 1       | 0       | 0             | 0             |
| Dynamo Kijów    | 1971            | 1           | 0           | 0      | 0      | 0                   | 0                   | 1       | 0       | 0             | 0             |
| Dynamo Kijów    | 1972            | 27          | 14          | 2      | 0      | 0                   | 0                   | 29      | 14      | 9             | 8             |
| Dynamo Kijów    | 1973            | 29          | 18          | 8      | 4      | 6                   | 1                   | 43      | 23      | 10            | 1             |
| Dynamo Kijów    | 1974            | 29          | 20          | 4      | 3      | 5                   | 1                   | 38      | 24      | 3             | 0             |
| Dynamo Kijów    | 1975            | 28          | 18          | 0      | 0      | 11                  | 8                   | 39      | 26      | 7             | 2             |
| Dynamo Kijów    | 1976 (w.)       | 5           | 3           | 1      | 0      | 6                   | 2                   | 12      | 5       | 7             | 3             |
| Dynamo Kijów    | 1976 (j.)       | 14          | 5           | 0      | 0      | 0                   | 0                   | 14      | 5       | 5             | 1             |
| Dynamo Kijów    | 1977            | 29          | 17          | 3      | 2      | 8                   | 2                   | 40      | 21      | 10            | 4             |
| Dynamo Kijów    | 1978            | 26          | 13          | 8      | 4      | 2                   | 0                   | 36      | 17      | 10            | 6             |
| Dynamo Kijów    | 1979            | 24          | 17          | 6      | 1      | 4                   | 0                   | 34      | 18      | 5             | 1             |
| Dynamo Kijów    | 1980            | 33          | 19          | 7      | 3      | 4                   | 1                   | 44      | 23      | 2             | 1             |
| Dynamo Kijów    | 1981            | 29          | 19          | 7      | 3      | 2                   | 0                   | 38      | 22      | 6             | 5             |
| Dynamo Kijów    | 1982            | 24          | 10          | 3      | 0      | 6                   | 1                   | 33      | 11      | 9             | 2             |
| Dynamo Kijów    | 1983            | 31          | 10          | 1      | 0      | 4                   | 0                   | 36      | 10      | 9             | 5             |
| Dynamo Kijów    | 1984            | 30          | 10          | 1      | 1      | 2                   | 0                   | 33      | 11      | 3             | 1             |
| Dynamo Kijów    | 1985            | 29          | 12          | 5      | 1      | 0                   | 0                   | 34      | 13      | 4             | 0             |
| Dynamo Kijów    | 1986            | 23          | 2           | 2      | 1      | 10                  | 5                   | 35      | 8       | 11            | 2             |
| Dynamo Kijów    | 1987            | 20          | 4           | 5      | 5      | 7                   | 5                   | 32      | 14      | 1             | 0             |
| Dynamo Kijów    | 1987/88         | 0           | 0           | 3      | 1      | 2                   | 0                   | 5       | 1       | 0             | 0             |
| Austria         |                 |             |             |        |        |                     |                     |         |         |               |               |
| Vorwärts Steyr  | 1987/88         | 13          | 5           | ?      | ?      | 0                   | 0                   | 13      | 5       | 0             | 0             |
| Vorwärts Steyr  | 1988/89         | 28          | 4           | ?      | 1      | 0                   | 0                   | 28      | 5       | 1             | 0             |
| Cypr            |                 |             |             |        |        |                     |                     |         |         |               |               |
| Aris Limassol   | 1989/90         | 22          | 5           | 6      | 2      | 0                   | 0                   | 28      | 7       | 0             | 0             |
| Dynamo Kijów    | Dynamo Kijów    | 432         | 211         | 67     | 29     | 79                  | 26                  | 578     | 266     |               |               |
| Vorwärts Steyr  | Vorwärts Steyr  | 41          | 9           | ?      | 1      | 0                   | 0                   | 41      | 10      |               |               |
| Aris Limassol   | Aris Limassol   | 22          | 5           | 6      | 2      | 0                   | 0                   | 28      | 7       |               |               |
| ZSRR olimpijska | ZSRR olimpijska |             |             |        |        |                     |                     |         |         | 12            | 9             |
| ZSRR            | ZSRR            |             |             |        |        |                     |                     |         |         | 112           | 42            |
| Łącznie         | Łącznie         | 495         | 225         | 73     | 32     | 79                  | 26                  | 647     | 283     | 112           | 42            |

## Kariera trenerska
Po zakończeniu kariery zawodniczej przeniósł się do Grecji, gdzie trenował miejscowe kluby: Olympiakos SFP (wicemistrzostwo Grecji w 1991 i 1992, Puchar Grecji w 1992), PAOK FC, AO Ionikos i AEK Ateny. We wrześniu 2003 został trenerem reprezentacji Ukrainy, którą w 2006 doprowadził do ćwierćfinału mistrzostw świata w Niemczech. W grudniu 2007 podał się do dymisji po nieudanych eliminacjach do mistrzostw Europy w 2008. W sezonie 2008 prowadził FK Moskwa, skąd odszedł w listopadzie 2008 za porozumieniem stron. 1 września 2009 objął stanowisko dyrektora sportowego Czornomorca Odessa. 21 kwietnia 2011 ponownie został selekcjonerem reprezentacji Ukrainy. W 2012 poprowadził drużynę na mistrzostwach Europy; drużyna zwyciężyła w pierwszym meczu ze Szwecją 2:1, jednak współgospodarze mistrzostw odpadli już w fazie grupowej, gdyż przegrali dwa kolejne spotkania z Francją 0:2 i z Anglią 0:1.
We wrześniu 2012 Ołeh Błochin został trenerem Dynama Kijów, po czym w październiku 2012 przestał pełnić funkcję selekcjonera reprezentacji Ukrainy. 16 kwietnia 2014 po przegranym meczu ligowym z Szachtarem Donieck został zwolniony z zajmowanego stanowiska.

## Działalność polityczna
W latach 1998–2006 przez dwie kadencje sprawował mandat posła do ukraińskiej Rady Najwyższej. W pierwszej reprezentował partię Hromada, następnie Komunistyczną Partię Ukrainy, później przeszedł do Zjednoczonej Socjaldemokratycznej Partii Ukrainy. Po porażce wyborczej tego ugrupowania w 2006 wycofał się z polityki.

## Życie prywatne
Był żonaty z Iryną Deriuhiną, radziecką gimnastyczką, pięciokrotną mistrzynią świata w gimnastyce. Jego córka z pierwszego małżeństwa Iryna została aktorką i piosenkarką. Na początku lat 90. Ołeh Błochin rozwiódł się i ożenił się z Anżełą, z którą ma dwie córki Hannę oraz Katerynę.

## Sukcesy i odznaczenia

### Sukcesy klubowe
- zdobywca Pucharu Zdobywców Pucharów: 1975, 1986
- zdobywca Superpucharu UEFA: 1975
- finalista Superpucharu UEFA: 1986
- półfinalista Pucharu Europejskich Mistrzów Krajowych: 1977, 1987
- mistrz ZSRR: 1971, 1974, 1975, 1977, 1980, 1981, 1985, 1986
- wicemistrz ZSRR: 1972, 1973, 1976 (j), 1978, 1982
- brązowy medalista mistrzostw ZSRR: 1979
- zdobywca Pucharu ZSRR: 1974, 1978, 1982, 1985, 1987
- finalista Pucharu ZSRR: 1973

### Sukcesy reprezentacyjne
- uczestnik mistrzostw świata: 1982, 1986
- brązowy medalista igrzysk olimpijskich: 1972, 1976

### Sukcesy trenerskie
- 1/4 finału mistrzostw świata z reprezentacją Ukrainy: 2006
- wicemistrz Grecji: 1992
- zdobywca Pucharu Grecji: 1992

### Sukcesy indywidualne
- zdobywca Złotej Piłki: 1975
- 16-krotnie wybrany do listy 33 najlepszych piłkarzy ZSRR: 1972, 1973, 1974, 1975, 1975 (w), 1976 (j), 1977, 1978, 1979, 1980, 1981, 1982, 1983, 1984, 1985, 1986
- najlepszy piłkarz ZSRR: 1973, 1974, 1975
- najlepszy strzelec ligi ZSRR: 1972, 1973, 1974, 1975, 1977
- członek Klubu Grigorija Fiedotowa – najlepszy strzelec ZSRR: 319 goli
- najlepszy strzelec mistrzostw ZSRR: 211 goli
- rekordzista pod względem występów w mistrzostwach ZSRR: 433 mecze
- najlepszy strzelec reprezentacji ZSRR: 42 gole
- członek Klubu Igora Nietty – rekordzista pod względem występów w reprezentacji ZSRR: 112 meczów

### Odznaczenia i wyróżnienia
- 1972: tytuł Mistrza Sportu ZSRR
- 1975: tytuł Mistrza Sportu Klasy Międzynarodowej
- 1975: tytuł Zasłużonego Mistrza Sportu ZSRR
- 1992: Order „Priepodobnego Niestora Letopisca” III klasy
- 1992: Order „Za zasługi” III klasy
- 2004: Order „Za zasługi” II klasy
- 2005: tytuł Zasłużonego Trenera Ukrainy[9]
- 2006: Order Księcia Jarosława Mądrego V klasy[10]
- 2011: Order „Za zasługi” I klasy[11]
- 2012: Order Księcia Jarosława Mądrego IV klasy[12]
- 2015: Order Księcia Jarosława Mądrego III klasy[13]
- 2020: Order Księcia Jarosława Mądrego II klasy[14]

## Publikacje
- Goł, kotoryj ja nie zabił (Kijów, 1980)
- Prawo na goł (współautor, Moskwa, 1984)
- Ekzamienujet futboł (Kijów, 1986)
- Futboł na wsiu żyzń (współautor, Kijów, 1989)